# Cmentarz Komunalny we Włocławku
Cmentarz komunalny we Włocławku – najstarszy, zabytkowy cmentarz we Włocławku.

## Geneza
Do XIX wieku nie było we Włocławku jednego, centralnego cmentarza, zmarłych grzebano w kościołach lub na cmentarzach przykościelnych, istniejących obok kościołów św. Jana Chrzciciela, św. Witalisa oraz przy klasztorze franciszkanów. Istniały także cmentarze choleryczne, znajdujące się poza miastem. W 1813 powstał pierwszy cmentarz chrześcijański, na którym grzebano zmarłych wyznania katolickiego, prawosławnego i protestanckiego. Cmentarz zlokalizowany był na Zielonym Rynku. Funkcjonował on do 1893, kiedy z powodu szybko rosnącej liczby pochówków i rozwoju zabudowy miejskiej został zamknięty.

## Historia

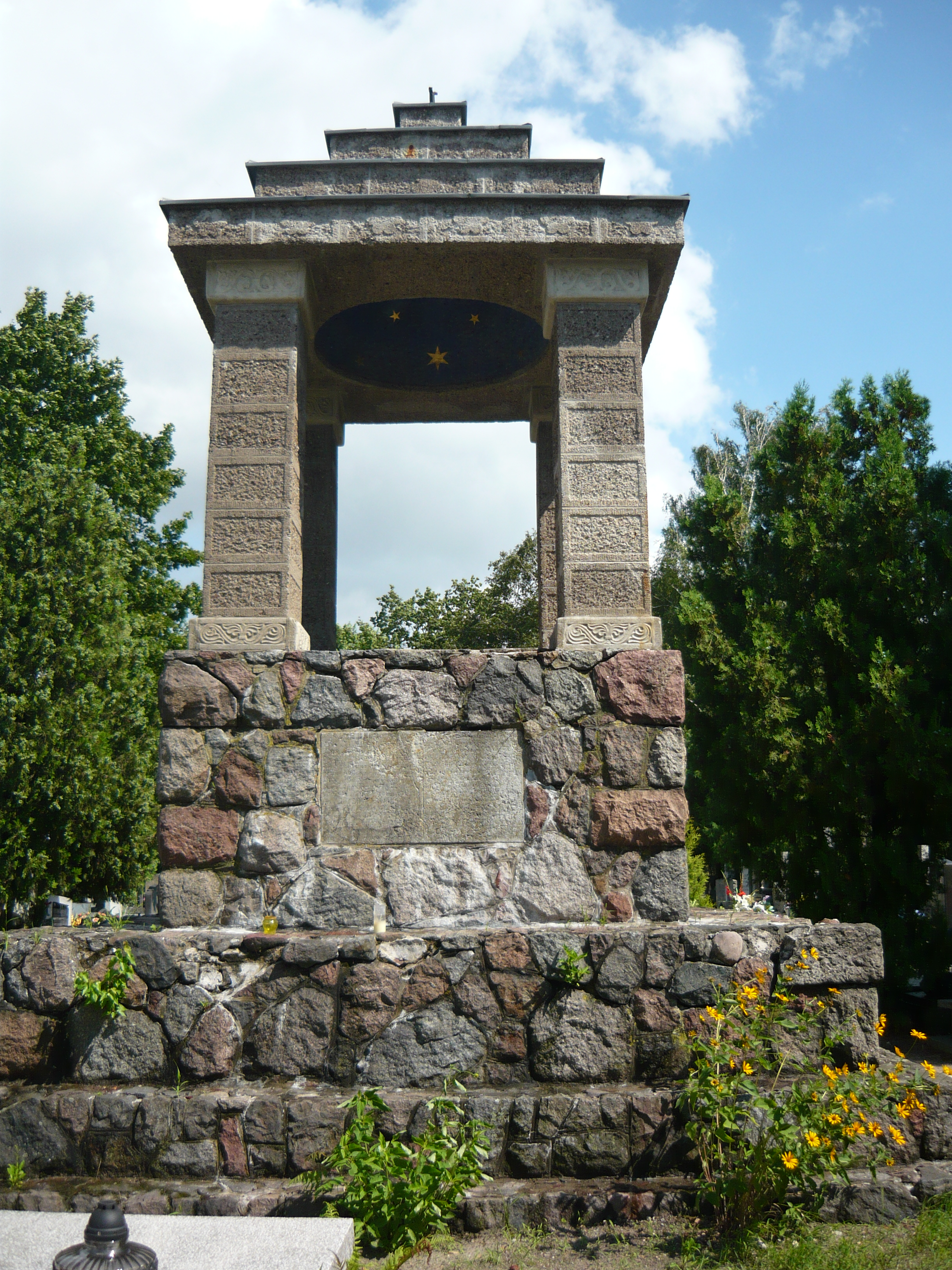
Zniszczone mauzoleum pamięci żołnierzy niemieckich

W lipcu 1881 odbyło się zebranie członków dozorów kościelnych katolickiego i ewangelickiego, na którym wyznaczono nowe miejsce na budowę cmentarza. Ustalono, że będą nim grunty znajdujące się przy drodze na Kowal (obecnie ul. Chopina). W październiku 1881 magistrat wydał zgodę na budowę cmentarza i przeznaczył 42 000 m² na nekropolię. Zarząd sprawowali kolektywnie przedstawiciele wszystkich trzech wyznań. Jednak bardzo szybko okazało się, że przeznaczony obszar jest zbyt mały w stosunku do potrzeb szybko rozwijającego się miasta, więc w 1893 kolejne 5000 m² przeznaczono na cmentarz prawosławny. Kolejne jej powiększenie, również o 5000 m² miało miejsce w 1902.
Znaczne powiększenie terenu cmentarza przyniosła pierwsza wojna światowa. Wraz z zajęciem miasta przed wojska niemieckie pojawiła się potrzeba zwiększenia części protestanckiej, którą w 1916 poszerzono o 4000 m². W 1915 na terenie cmentarza stanęło także Mauzoleum Żołnierzy Niemieckich we Włocławku poświęcone żołnierzom poległym w czasie walk w okolicach Włocławka. W 1917 powiększono część katolicką o 126 000 m².
Pierwsze dziesięciolecie niepodległości przyniosło dużą liczbę pochówków dokonywanych bez zezwoleń, na co władze miasta zareagowały otoczeniem cmentarza murem ceglanym w 1931. W 1928 dokonano ostatecznej likwidacji mocno zdewastowanego już cmentarza na Zielonym Rynku. Większość nagrobków uległa zniszczeniu, jedynie te najbardziej zabytkowe przeniesiono na nowy cmentarz lub na cmentarze w okolicach Włocławka. Prochy pochowanych znalazły się w zbiorczej mogile na nowym cmentarzu.
Lata 1939–1945 przyniosły duże zniszczenia na terenie cmentarza. Władze niemieckie rozmyślnie niszczyły nagrobki zasłużonych Polaków. Z kolei w lutym 1945, po pogrzebie żołnierzy Armii Czerwonej, dokonano dewastacji protestanckiej części cmentarza. Po wojnie wzniesiono dom pogrzebowy (zbudowany w 1946, remontowany w 1980) oraz nowe bramy cmentarne w 1972.

## Opis

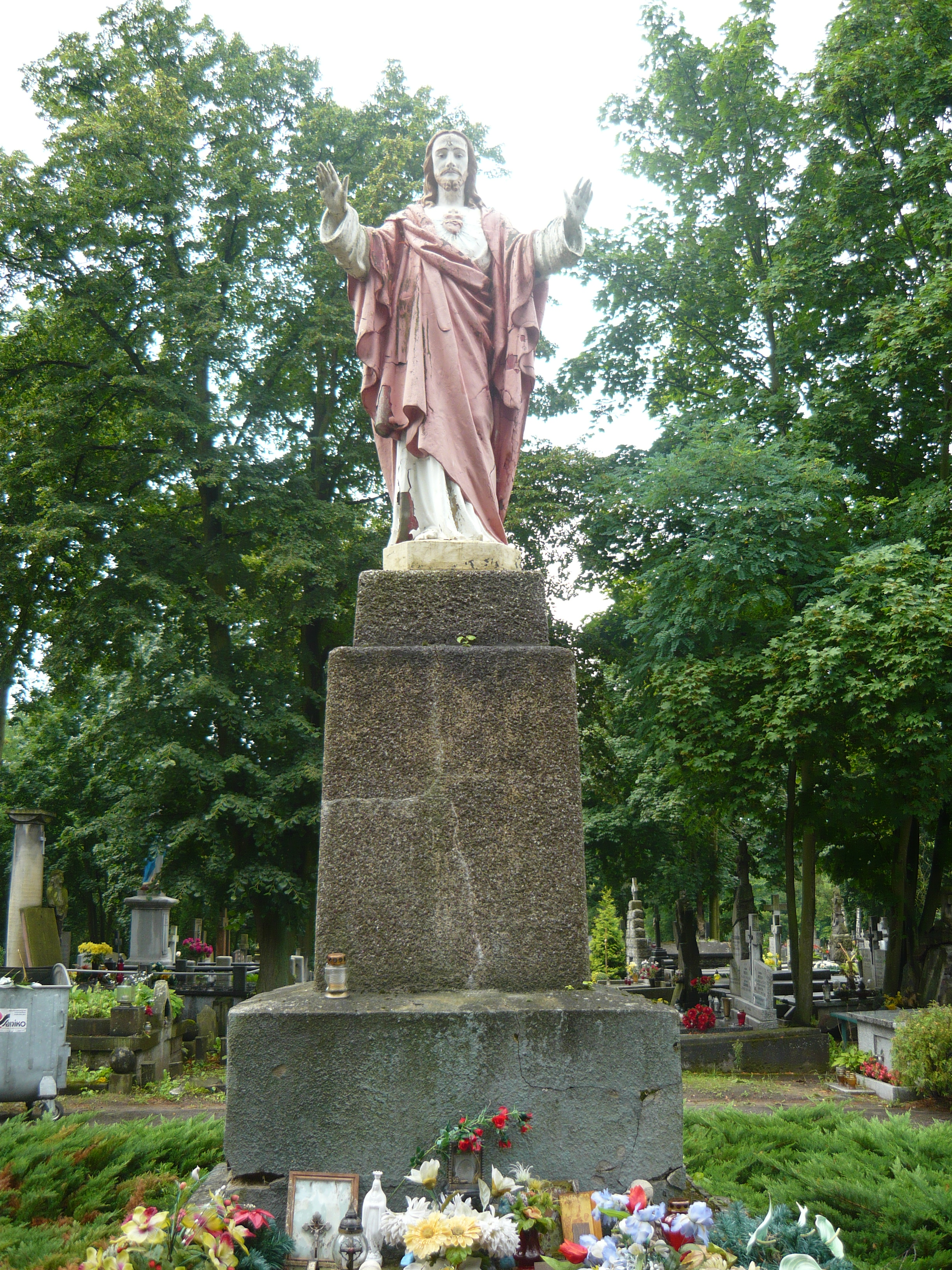
Pomnik Chrystusa Króla w głównej alei

Cmentarz komunalny jest największym i najstarszym cmentarzem na terenie Włocławka. Zbudowany jest na planie krzyża łacińskiego, którego dłuższe ramię stanowi aleja ciągnąca się do bramy głównej w kierunku ronda z figurą Chrystusa. Na rondzie tym dłuższe ramię przecina się z krótszym. Wszystkie aleje są prostopadłe lub równoległe względem głównej.
W murze cmentarza znajdują się cztery bramy – główna i trzy mniejsze. Trzy bramy, w tym główna, zlokalizowane są od strony Alei Chopina, jedna z bram zlokalizowana jest od strony Al. Królowej Jadwigi i została utworzona w XXI wieku, wraz z samą Aleją. W murze cmentarnym znajduje się ponadto jedno wejście dla pieszych od strony ulicy Cmentarnej. Na terenie cmentarza znajduje się cerkiew z 1895, dom pogrzebowy z 1946 i kolumbarium z 2000. Od marca 1990 działa nowa część cmentarza, zlokalizowana na podwłocławskiej Pinczacie.

## Galeria
| Widoki ogólne      | Groby zabytkowe                      |
| ------------------ | ------------------------------------ |
|                    |                                      |
| Groby znanych osób | Dawny sektor niemiecki (ewangelicki) |
|                    |                                      |